# 广东省高速公路发展
廣東省高速公路發展股份有限公司，簡稱廣東省高速公路發展股份、廣東省高速公路發展（英語：Guangdong Provincial Expressway Development Company Limited，深交所：000429/200429，简称：粵高速/粵高速B），在1993年由廣東省人民政府設立，現時为广东省交通集团有限公司旗下公司（該公司持有40.83%股權）。該公司前身為「广东佛开高速公路股份有限公司」。
現時業務包含高速公路、等级公路、桥梁的建设施工、公路、桥梁的收费和养护管理，汽车拯救、维修、清洗。兼营与公司配套的汽车运输、仓储业务。兼营与公司配套的汽车运输、仓储业务，該股份在1996年8月15日和1998年2月20日於深圳證券交易所B股（港元結算）和A股（人民幣結算）上市。B股發行了13,500万股境内上市外资股，而A股則發行了10,000万股人民币普通股。
總部位於广东省广州市白云路85号。董事長為周余明，總裁為李希元。

## 外部連結
- GPEDCL.com